# Pàtria (1906-1910)
Pàtria era un setmanari, editat a Igualada entre 1906 i 1910. Portava el subtítol Setmanari Autonomista. A partir del núm. 82 (16 novembre 1907), la capçalera era d'estètica modernista i “hi podem distingir quatre elements: una abundant decoració floral, el casc de guerra de Jaume I, les quatre barres i l'escut d'Igualada... La part més important serà la decoració floral que a mode de garlandes i rames soltes s'escamparan per tota l'amplada de la capçalera, els altres elements serviran per connotar el sentit patriòtic, tant local com nacional del setmanari”. La redacció i l'administració van ser al carrer de l'Argent, núm. 7; des del núm. 102, al carrer de Sant Jaume, núm. 6; i, a partir del núm. 159, al carrer Nou, núm. 21. S'imprimia als tallers de la Viuda de M. Abadal. El primer número es va publicar el 28 d'abril de 1906 i el darrer, el 234, portava la data de 5 de novembre de 1910. Tenia quatre pàgines i tres columnes. El format era de 44 x 32 cm.

## Continguts
Era una publicació catalanista, com una continuació de Nova Llevor. En el primer número exposen els propòsits de la publicació i diuen que es proposen dedicar “coratjosament les energies en defensa dels interessos morals i materials d'aquesta ciutat i comarca ... i ajudar amb entusiasme els qui pretenen deslliurar a Catalunya dels lligams del centralisme”.
Carner diu: “Un periòdic que es va significar extraordinàriament contra la política aleshores imperant a Igualada”. Aquest esperit lluitador li va provocar denúncies i polèmiques amb els altres periòdics locals. L'incident més greu i que va contribuir a la desaparició de la publicació el comenta Ramon Solsona i Cardona: “A consecuencia de un violento artículo publicado por Jordana en dicho semanario, sobre un asunto sangriento de caràcter político, ocurrido en la estación de La Pobla de Claramunt, fue demandado por don Juan Godó por injuria y calumnia, procesado y condenado a destierro, pera cuyo cumplimiento trasladó su residencia a la ciudad de La Vega (República Dominicana)”.
Lluitava contra el caciquisme i la política municipal d'aquells anys a Igualada. També portava informació comarcal, especialment sobre actes polítics, i alguns poemes d'autors locals. El mes de juny de 1908, va publicar un número extraordinari per commemorar la batalla del Bruc i, finalment, en el núm.
En va ser director Francesc de P. Jordana. Els redactores eren Joan Dalmau Tarrida, Pere Vich Figueras, Jaume Sabater Castelltort, Pere Borràs Estruch, Francesc Riba Costa, Joan Bas i Jordi, Josep Valls Torrents i Josep Morera i Mestre. També hi havien col·laborat Joan Serra i Constansó, Gabriel Castellà i Raich i Joan Serra Iglesias, entre d'altres

## Localització
- Biblioteca Central d'Igualada. Plaça de Cal Font. Igualada (col·lecció completa i relligada)